# Eilema phantasma
Eilema phantasma är en fjärilsart som beskrevs av De Toulgoët 1955. Eilema phantasma ingår i släktet Eilema och familjen björnspinnare. Inga underarter finns listade i Catalogue of Life.